# The Dance (мини-альбом)
The Dance — первый мини-альбом голландской группы Within Temptation. Первые копии EP были выпущены в 1998 году на Dynamo Open Air, где группа была хедлайнером фестиваля. The Dance издан после сингла «Restless» и альбома Enter и выдержан в аналогичном им стиле. Музыка на нём тяготеет к жанру готик-метал, она более мрачная и меланхоличная, чем на более поздних альбомах (таких, как Mother Earth или The Silent Force).
18 сентября 2007 года был переиздан как и альбом Enter на лейбле Season of Mist.

## Запись
Within Temptation записывали The Dance на студии Moskou в Утрехте. Ремиксы были сделаны Оскаром Холлеманом. Вокалистка Шарон ден Адель сказала, что «ремиксы идея не наша, но, видимо, появился спрос на ремиксы».

## Список композиций
| №  | Название                            | Длительность |
| -- | ----------------------------------- | ------------ |
| 1. | «The Dance»                         | 5:02         |
| 2. | «Another Day»                       | 5:44         |
| 3. | «The Other Half Of Me»              | 4:49         |
| 4. | «Restless (Remix)»                  | 3:31         |
| 5. | «Candles & Pearls Of Light (Remix)» | 9:02         |